# In 80 Tagen um die Welt (Fernsehserie)
In 80 Tagen um die Welt (Originaltitel: Around the World in 80 Days) ist eine deutsch-italienisch-französische Fernsehserie von 2021, die auf Jules Vernes Roman Reise um die Erde in 80 Tagen basiert – wobei die Handlung aber stark von der des Romans abweicht. Die Serie wurde als Gemeinschaftsprojekt der European Alliance durch die öffentlich-rechtlichen Rundfunkanstalten Rai, France Télévisions und ZDF produziert. Die Erstausstrahlung der ersten Staffel erfolgte am 11. Dezember 2021 in der ZDFmediathek.

## Handlung
Als im Jahr 1872 ein Zeitungsartikel behauptet, man könne die Erde in 80 Tagen umrunden, wettet der Londoner Exzentriker Phileas Fogg im Reform Club mit seinem Freund Bellamy um 20.000 Pfund, dass er genau dies schaffen werde. Er berechnet den Tag seiner Wiederankunft in London auf Heiligabend. Er macht sich mit seinem neuen Diener Passepartout, einem dunkelhäutigen Franzosen, auf die Reise, der sich die angehende Journalistin Abigail Fix anschließt. Abigail dokumentiert für eine Kolumne die Ereignisse während der gemeinsamen Reise.
Bellamy engagiert Mr. Kneedling, den Fortschritt der drei Reisenden aufzuhalten. Mr. Kneedling kann für kurze Zeit Passepartout auf seine Seite ziehen, den es ärgert, immer nur als Diener wahrgenommen zu werden. Jedoch erkennt Passepartout die wahren Absichten Kneedlings und unterstützt wieder Phileas. Mit der Zeit freunden sich Phileas, Passepartout und Abigail an, zwischen letzteren beiden bahnt sich eine romantische Beziehung an.
Das Trio stößt unterwegs auf die verschiedensten Hindernisse, die sie überwinden müssen, jedoch kommen sie ihrem Ziel der Weltumrundung immer näher. In New York City trifft Phileas seine alte Liebe Estella wieder, für die er sogar die Pläne aufgeben würde. In letzter Sekunde kehren sie nach London zurück, allerdings ist bereits der 81. Tag ihrer Reise.  Phileas’ alter Diener Grayson klärt das Trio darüber auf, dass sie durch die Reise in östlicher Richtung über die Datumsgrenze einen Tag eingespart haben. Dadurch kommt Phileas rechtzeitig im Reform Club an und gewinnt schließlich die Wette. Bellamys Machenschaften werden aufgedeckt, er wird des Clubs verwiesen.

## Hauptpersonen

### Phileas Fogg
Fogg ist ein unsicherer Charakter, der anfangs von einer anonymen Postkarte, die nur das Wort Coward („Feigling“) trägt, darauf aufmerksam gemacht wird, dass er nie aus eigener Kraft etwas zustande gebracht hat. Während der Reise lernt er, sich selbst zu vertrauen – so macht nur seine Fähigkeit zum nüchternen Rechnen die Zugfahrt nach Brindisi möglich, die einem verletzten Jungen das Leben rettet. Andererseits scheitert er immer wieder an Kleinigkeiten und muss lernen, solche Rückschläge zu überwinden. Seine Vergangenheit bleibt auch seinen Reisegefährten lange rätselhaft, bis sich auf einer Pazifikinsel herausstellt, dass Fogg seine Frau Estella am Anfang einer Weltreise aus Angst verlassen hat. Immer häufiger schafft er es, seine Unsicherheit zu besiegen, bis zum letzten schweren Schritt der Begegnung mit Bellamy, dessen toxisches Verhalten aus ihm erst den Feigling gemacht hat.

### Abigail Fix / Fortescue
Abigail ist die Tochter des mit Fogg befreundeten Bernard Fortescue, Verleger des Daily Telegraph. Von ihr stammt die Recherche über die Möglichkeit einer solchen Weltreise, die jedoch von ihrem Vater unter männlichem Pseudonym veröffentlicht wurde. Darüber erzürnt, kündigt sie eine Kolumne über Foggs Reise an, die jedoch unter „Abigail Fix“ erscheinen soll – letzteres ist der Geburtsname ihrer Mutter. Ihre Berichte übermittelt sie telegrafisch an ihren Vater, der sich an die Abmachung hält. Sie ist während der Reise zunehmend von Foggs rätselhafter Persönlichkeit fasziniert und fühlt sich wider Willen (als Feministin möchte sie keine Männerbeziehung haben) erotisch zu Passepartout hingezogen. Eine von ihr veröffentlichte Spekulation über Foggs Vergangenheit, die tief in seine Privatsphäre eindringt, führt in Hongkong zu einem tiefen Zerwürfnis, was ihr sehr leid tut. Auf der Pazifikinsel verzeiht Fogg ihr, nachdem er ihrer Darstellung, dass Bellamy nicht sein Freund sei, sondern sein Leben vergifte, zustimmen muss.

### Passepartout
Passepartout serviert anfangs im Reform Club, flieht nach einer Handgreiflichkeit und trägt sich durch einen Trick Fogg als neuer Diener an. Im Lauf der Geschichte stellt sich heraus, dass er eine bewegte Vergangenheit hat. In Paris wirft ihm sein Bruder Léonard vor, seinen Vater aus Feigheit verraten zu haben. Passepartout sieht in Fogg lange Zeit einen charakterlosen arroganten Emporkömmling, dem er mehr aus eigener Abenteuerlust folgt, und weil er auch von Fogg anfangs sehr herablassend behandelt wird, lässt er sich von Kneedling (der im Auftrag Bellamys handelt) zum Verrat anwerben, was er später bitter bereut. Seine kriminelle Vergangenheit zwingt ihn in Hongkong zum Diebstahl eines Schmuckstücks, wodurch die Weiterreise verhindert wird. Auf der Pazifikinsel lässt sich Fogg von seiner Reue und Freundschaft überzeugen.

### Bellamy
Bellamy wird von Fogg für seinen besten Freund gehalten, ist tatsächlich jedoch nicht nur in der Wette, sondern auch seit langer Zeit persönlich sein Gegner. Er hat Fogg schon immer gedemütigt und für zu nichts fähig gehalten. Während der laufenden Wette stellt sich heraus, dass er bankrott ist und den Wettgewinn dringend benötigt, um seine Schulden bezahlen zu können. Darauf setzt er Kneedling auf Fogg an, mit allen Mitteln die Weiterreise zu verhindern. Als Fogg für tot gehalten wird, verlangt er die Herausgabe des Wetteinsatzes aus Foggs Nachlass, was die anderen Clubmitglieder erzürnt. Foggs pünktliche Rückkehr bedeutet für Bellamy das Ende seiner sozialen Existenz, doch Fogg ermöglicht es ihm großzügig, seine Schulden zu bezahlen, womit er sich aus seinem schädlichen Einfluss endgültig löst.

## Hintergrund
2017 wurde mit der European Alliance eine Kooperation zwischen den öffentlich-rechtlichen Anstalten ZDF, Rai und France Télévisions zur Produktion von Serien geschaffen. Dabei wurde unter anderem eine Serienadaption von Jules Vernes Werk Reise um die Erde in 80 Tagen angekündigt. Für die Serienproduktion verantwortlich war Slim Film + Television. Neben den Partnern der European Alliance unterstützte auch Seven West Media die Produktion, die die Serie in Australien veröffentlichte. Die internationalen Vertriebsrechte liegen bei Federation Entertainment. Dadurch erwarb beispielsweise die BBC die Ausstrahlungsrechte im Vereinigten Königreich. Die Fernsehserie wurde von Executive Producer Simon Crawford Collins entwickelt, während Ashley Pharoah für die Produktion verantwortlich war. Er fungierte mit Caleb Ranson auch als Drehbuchautor. Im Gegensatz zu vorangegangenen Produktionen von France Televisions wurde die Serie moderner und cineastischer gestaltet. Als Regisseur fungierte vor allem Steve Barron, wobei auch Charles Beeson bei manchen Folgen Regie führte.
Im Juni 2019 wurde bekanntgegeben, dass David Tennant die Hauptrolle des Phileas Fogg verkörpert. Der französische Schauspieler Ibrahim Koma wurde für die Rolle des Passepartout gecastet, während die deutsche Schauspielerin Leonie Benesch die Rolle der Abigail Fix Fortescue spielen sollte. Die Dreharbeiten begannen im Februar 2020 in Südafrika und Rumänien. Jedoch mussten die Arbeiten im März 2020 wegen der COVID-19-Pandemie eingestellt werden. Die Dreharbeiten wurden im Oktober desselben Jahres wieder aufgenommen und konnten im Februar 2021 abgeschlossen werden.
Noch vor Veröffentlichung der ersten Staffel wurde im November 2021 angekündigt, die Fernsehserie um eine zweite Staffel zu verlängern.

## Besetzung und Synchronisation
| Rolle                   | Darsteller       | Synchronsprecher       | Folgen      |
| Hauptrollen             | Hauptrollen      | Hauptrollen            | Hauptrollen |
| ----------------------- | ---------------- | ---------------------- | ----------- |
| Phileas Fogg            | David Tennant    | Gerrit Hamann          | 1–8         |
| Jean Passepartout       | Ibrahim Koma     | Ricardo Richter        | 1–8         |
| Abigail Fix Fortescue   | Leonie Benesch   | Luisa Wietzorek        | 1–8         |
| Bernard Fortescue       | Jason Watkins    | Uwe Büschken           | 1–8         |
| Nyle Bellamy            | Peter Sullivan   | Matthias Klie          | 1–8         |
| Thomas Kneedling        | Anthony Flanagan | Dirk Bublies           | 2–5, 8      |
| Neben- und Gastrollen   |                  |                        |             |
| Grayson                 | Richard Wilson   | Georg Tryphon          | 1, 8        |
| Gérard                  | Loïc Djani       | Kaze Uzumaki           | 1           |
| Monsieur Lome           | André Penvern    | Reinhard Scheunemann   | 1           |
| Bankmanager Hughes      | Jeff Rawle       | Lutz Riedel            | 2, 8        |
| Niccolo Moretti         | Giovanni Scifoni | Uve Teschner           | 2           |
| Marco                   | Simone Coppo     | Sascha Werginz         | 2           |
| Jane Digby              | Lindsay Duncan   | Sabina Zimmermann      | 3           |
| Medjuel el Mezrab       | Faical Elkihel   | Alexander Doering      | 3           |
| Lieutenant Bathurst     | Charlie Hamblett | Sebastian Kluckert     | 4           |
| Aouda                   | Shivani Ghai     | Marion Musiol          | 4           |
| Samanaz                 | Rizelle Januk    | Lina Rabea Mohr        | 4           |
| Arjan                   | Kiroshan Naidoo  | Jan Andreesen          | 4           |
| Lady Clemency Rowbotham | Victoria Smurfit | Christin Marquitan     | 5           |
| Sir Henry Rowbotham     | Patrick Kennedy  | Dietmar Wunder         | 5           |
| Jiang Lei               | Thomas Chaanhing | Florian Krüger-Shantin | 5           |
| Bass Reeves             | Gary Beadle      | Oliver Stritzel        | 7           |
| Ambrose Abernathy       | John Light       | Johannes Berenz        | 7           |
| Robinson                | Oliver Hembrough | Christian Intorp       | 7           |
| Sally                   | Elena Saurel     | Gundi Eberhard         | 7           |
| Estella                 | Dolly Wells      | Alexandra Wilcke       | 8           |

## Ausstrahlung
Ursprünglich sollte die Fernsehserie zu Weihnachten 2020 erscheinen, wurde jedoch wegen der Corona-Pandemie um ein Jahr verschoben.
In Deutschland war die erste Staffel seit dem 11. Dezember 2021 in der ZDFmediathek abrufbereit. Im Free-TV wurde die Serie zwischen dem 21. und dem 23. Dezember 2021 im Hauptabendprogramm des ZDF erstausgestrahlt.
In Großbritannien wurde die Serie ab dem 26. Dezember 2021 auf BBC One ausgestrahlt.

## Episodenliste
| Nr. | Originaltitel | Erstveröffentlichung D | Regie          | Drehbuch                                                             |
| --- | ------------- | ---------------------- | -------------- | -------------------------------------------------------------------- |
| 1 | Folge 1       | 11. Dez. 2021          | Steve Barron   | Ashley Pharoah, Caleb Ranson                                         |
| Fogg wettet mit seinem Freund Bellamy, in 80 Tagen die Erde umreisen zu können, und tritt die Reise von London aus mit seinem neuen Diener Passepartout und der Journalistin Abigail an. Tag 2: In Paris geraten sie in ein Attentat auf den Präsidenten Adolphe Thiers aufgrund der Zerschlagung der Pariser Kommune und entkommen in einem Heißluftballon. |               |                        |                |                                                                      |
| 2 | Folge 2       | 11. Dez. 2021          | Steve Barron   | Ashley Pharoah (nach einer Idee von Caleb Ranson)                    |
| Tag 3: In Italien fahren sie mit einem Zug, bis dieser zwei Stunden vor Brindisi an einer beschädigten Brücke anhalten muss. Dabei wird ein Junge schwer verletzt. Fogg berechnet, dass eine Weiterfahrt nur mit der Lokomotive und einem Wagen möglich ist. Von Brindisi nehmen sie ein Dampfschiff nach Sues. Bellamy setzt Mr. Kneedling in Ägypten darauf an, Foggs Weiterreise zu vereiteln. |               |                        |                |                                                                      |
| 3 | Folge 3       | 11. Dez. 2021          | Steve Barron   | Ashley Pharoah                                                       |
| Tag 16: In Al-Hudaida, Jemen lässt Fogg Abigail alleine zurück, als er und Passepartout sich von einem Einheimischen durch die Wüste führen lassen, doch der verschwindet plötzlich. Abigail erhält Hilfe von der Engländerin Jane Digby und Scheich Medjuel el Mezrab sie zu finden. In Aden spricht Kneedling mit Passepartout und steckt ihm Geld und ein Gift zu, das er Fogg einflößen soll. |               |                        |                |                                                                      |
| 4 | Folge 4       | 11. Dez. 2021          | Steve Barron   | Ashley Pharoah, Caleb Ranson                                         |
| Tag 28: In einem indischen Dorf wohnen sie einer Hochzeit bei, bis die Britisch-Indische Armee einfällt und den Bräutigam als Deserteur verhaftet. Durch Passepartout mit Kneedlings Nervengift ins Delirium versetzt spricht Fogg Abigail als „Estella“ an. Wieder geheilt kann er beim Lieutenant die Entlassung des Bräutigams erwirken. |               |                        |                |                                                                      |
| 5 | Folge 5       | 11. Dez. 2021          | Brian Kelly    | Ashley Pharoah, Jessica Ruston (nach einer Idee von Debbie O’Malley) |
| Tag 41: In Hongkong erhält Fogg wegen Kneedlings Intrigen keinen Reisekredit. Die Frau des Gouverneurs gibt eine Feier zu Ehren Foggs, doch als Passepartout ihr im Auftrag eines Triade-Bosses ein Schmuckstück stiehlt, wird Fogg dafür verhaftet und soll ausgepeitscht werden, bis der Gouverneur ihn auf Zureden von Abigail und Passepartouts Geständnis hin begnadigt. Auf dem Schiff nach Yokohama wendet sich Kneedling nun direkt an Fogg und bedroht ihn. |               |                        |                |                                                                      |
| 6 | Folge 6       | 11. Dez. 2021          | Brian Kelly    | Peter McKenna                                                        |
| Tag 47: Von Kneedling auf hoher See ausgesetzt, landen die drei auf einer einsamen Insel. Die Extremsituation führt zu einer Aussprache. Passepartout gesteht ein, dass er sich von Kneedling bestechen ließ, und wird von Fogg verstoßen. Doch dann baut er Foggs angefangenes Floß fertig, erkrankt dabei allerdings schwer, sodass die anderen beiden sich um ihn kümmern und das Floß dabei wieder verbrennen. Durch den Rauch ihres Feuers findet sie schließlich ein englisches Schiff. In London hält man sie mittlerweile für tot. |               |                        |                |                                                                      |
| 7 | Folge 7       | 11. Dez. 2021          | Charles Beeson | Stephen Greenhorn                                                    |
| Tag 65: Im Westen der Vereinigten Staaten werden die drei von US Marshal Bass Reeves gezwungen, in ihrer Kutsche den Gefangenen Ambrose Abernathy, einen Anführer des Ku-Klux-Klans, mitzunehmen. Dieser versucht, Fogg gegen Passepartout aufzuhetzen. In Battle Mountain kommt es zum Showdown zwischen Abernathys Kumpanen und der Gruppe, wobei Fogg ihn nach Abigails Eingreifen schließlich festsetzt. |               |                        |                |                                                                      |
| 8 | Folge 8       | 11. Dez. 2021          | Steve Barron   | Ashley Pharoah                                                       |
| Tag 70: In New York City trifft Fogg, während Passepartout und Abigail bereits auf dem nächsten Schiff sind, seine frühere Geliebte Estella. Sie ermuntert ihn, die Reise fortzusetzen. Auf dem Rückweg zum Schiff wird Fogg von Kneedling überfallen, der seinerseits dadurch eine Straßengang gegen sich aufbringt und im Handgemenge getötet wird. Tag 80: In Liverpool wird Fogg wegen des in Hongkong ausgestellten Haftbefehls einen Tag lang festgehalten, sodass sie bei der Ankunft in London die Wette verloren glauben. Doch sein alter Diener, der das Haus gehütet hat, erklärt ihnen, dass sie erst den 24. und nicht den 25. Dezember haben. In letzter Sekunde kommt Fogg im Reformklub an. Bellamy versucht sich noch aus seiner Wettschuld herauszuwinden, doch Fogg schenkt ihm den Wetteinsatz, und Bellamy muss den Club unehrenhaft verlassen. |               |                        |                |                                                                      |

## Kritik
Die englischsprachige Review-Aggregator Website Rotten Tomatoes meldete eine Zustimmungsrate von 79 % mit einer durchschnittlichen Bewertung von 6,4/10, basierend auf 14 Bewertungen. Der kritische Konsens der Website lautet:

Around the World in 80 Days sometimes stumbles when it tries to add modern resonance to Jules Verne's globetrotting epic, but the core cast make for terrific travel companions.

„In 80 Tagen um die Welt gerät manchmal ins Stolpern, wenn es versucht, Jules Vernes' Weltenbummler-Epos eine moderne Note zu verleihen, aber die Kernbesetzung sind großartige Reisebegleiter.“

Die Website Metacritic gab der Serie eine gewichtete durchschnittliche Punktzahl von 61 von 100, basierend auf den Rezensionen von 16 Kritikern, was auf „allgemein positive Rezensionen“ hinweist.
In der Filmzeitschrift epd Film beurteilte Harald Keller die Serie nach der ersten Staffel als enttäuschend. Die inhaltlichen Auffrischungen im Vergleich zu Vernes Roman seien missglückt, „reizvolle Spannungselemente“ gestrichen worden, und es gebe zahlreiche Anschlussfehler, Widersprüche, schwache Dialoge sowie „Fäkalscherze, eine uninspirierte Regie, dürftige Kulissen“ und einen sprunghaften Schnitt.
Hingegen gab es Lob vom Filmdienst, der drei von fünf möglichen Sternen vergab. Die Serie mische die Figurenzeichnungen der Romanvorlage im Geiste der Diversität auf und modifiziere die Handlung „so, dass sie krasse fremdenfeindliche Stereotypen aus der Kolonialzeit umschifft, stattdessen satirische Spitzen gegen die Kolonialherrn setzt und ein affirmativeres Bild fremder Kulturen zeichnet.“
Die taz verweist in ihrer Kritik auf die zwischen 1964 und 1983 erfolgreichen Adventsvierteiler: „Die Konfektionierung als Miniserie in acht Teilen soll vermutlich heutigen Seh-, das heißt Streaming-Gewohnheiten entgegenkommen. Aber acht Folgen à 45 Minuten, das entspricht unterm Strich genau vier Teilen in Spielfilmlänge. Im Ergebnis ist er also wieder da: Der Abenteuermehrteiler zu Weihnachten, international koproduziert, in Südafrika und Rumänien gedreht.“